# 国家典当行

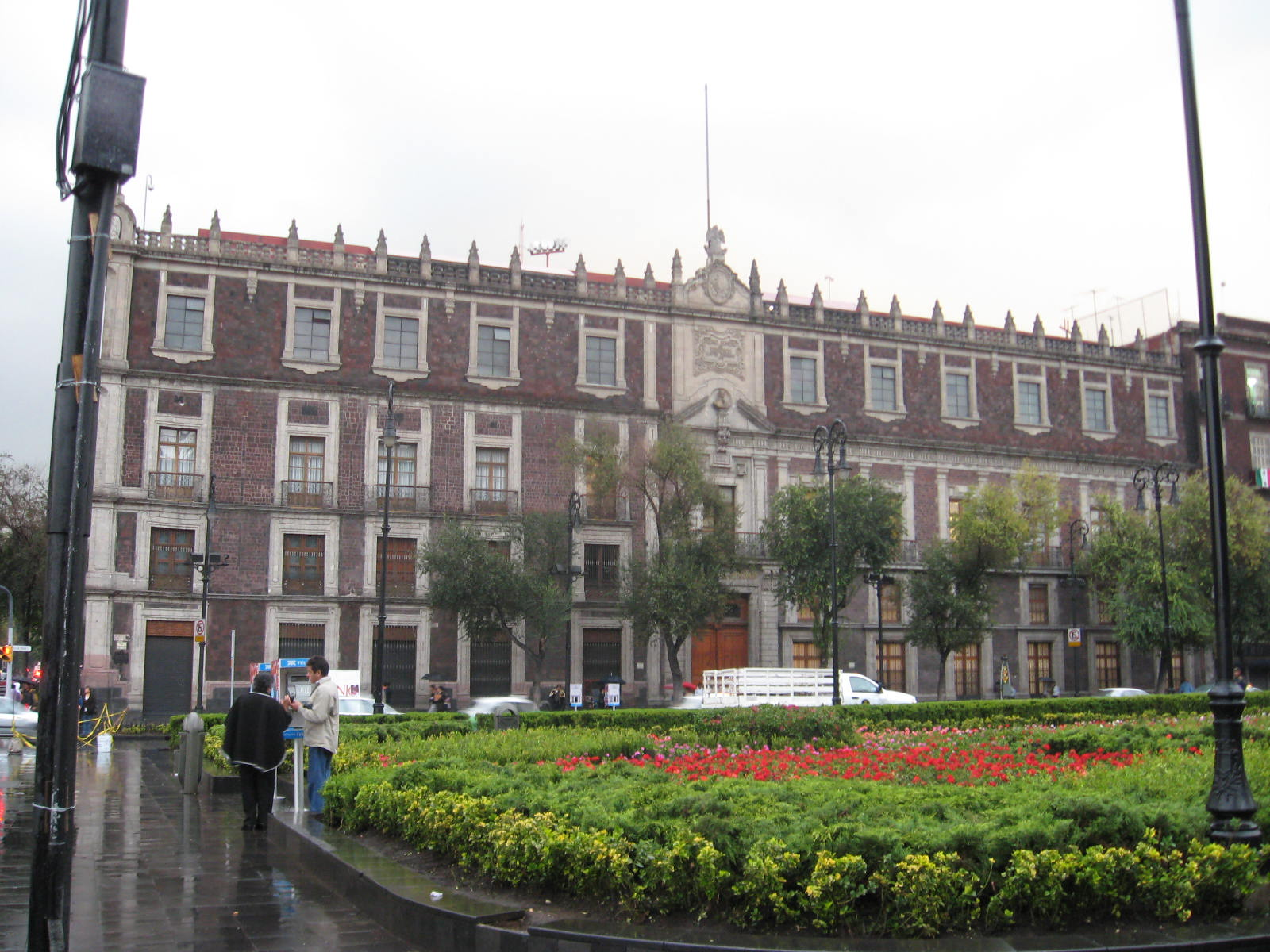
国家典当行

国家典当行（Nacional Monte de Piedad）是墨西哥的一个非营利机构和典当行，总部位于墨西哥城宪法广场西北角，由雷格拉伯爵佩德罗罗梅罗建于1774和1777之间，向穷人提供免息或低息贷款。在1927年，它被墨西哥政府承认为国家慈善机构。 在二十一世纪的第一个十年，该机构快速增长，200多个分支机构遍布墨西哥，并计划在墨西哥每个城市开设分支机构。   

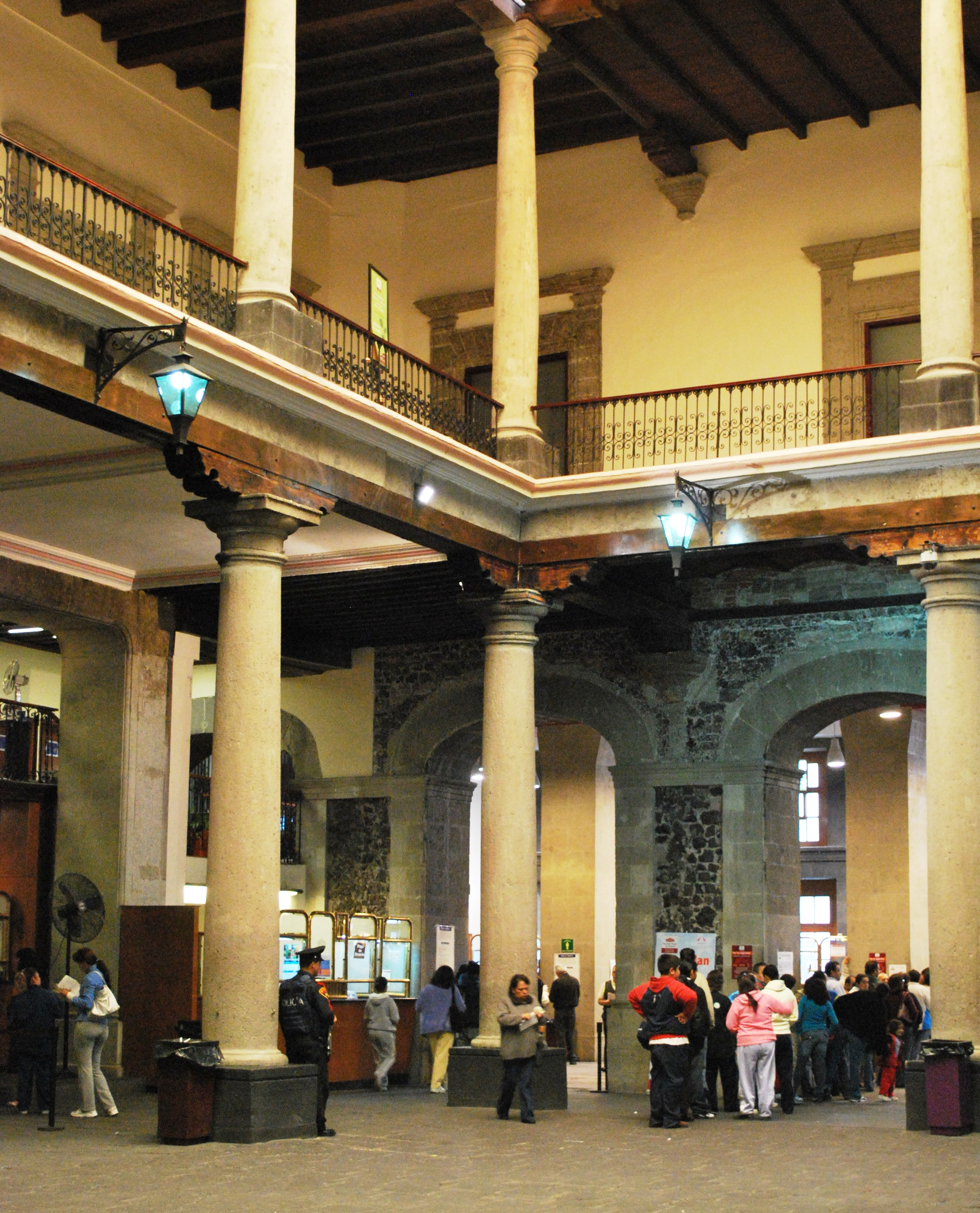
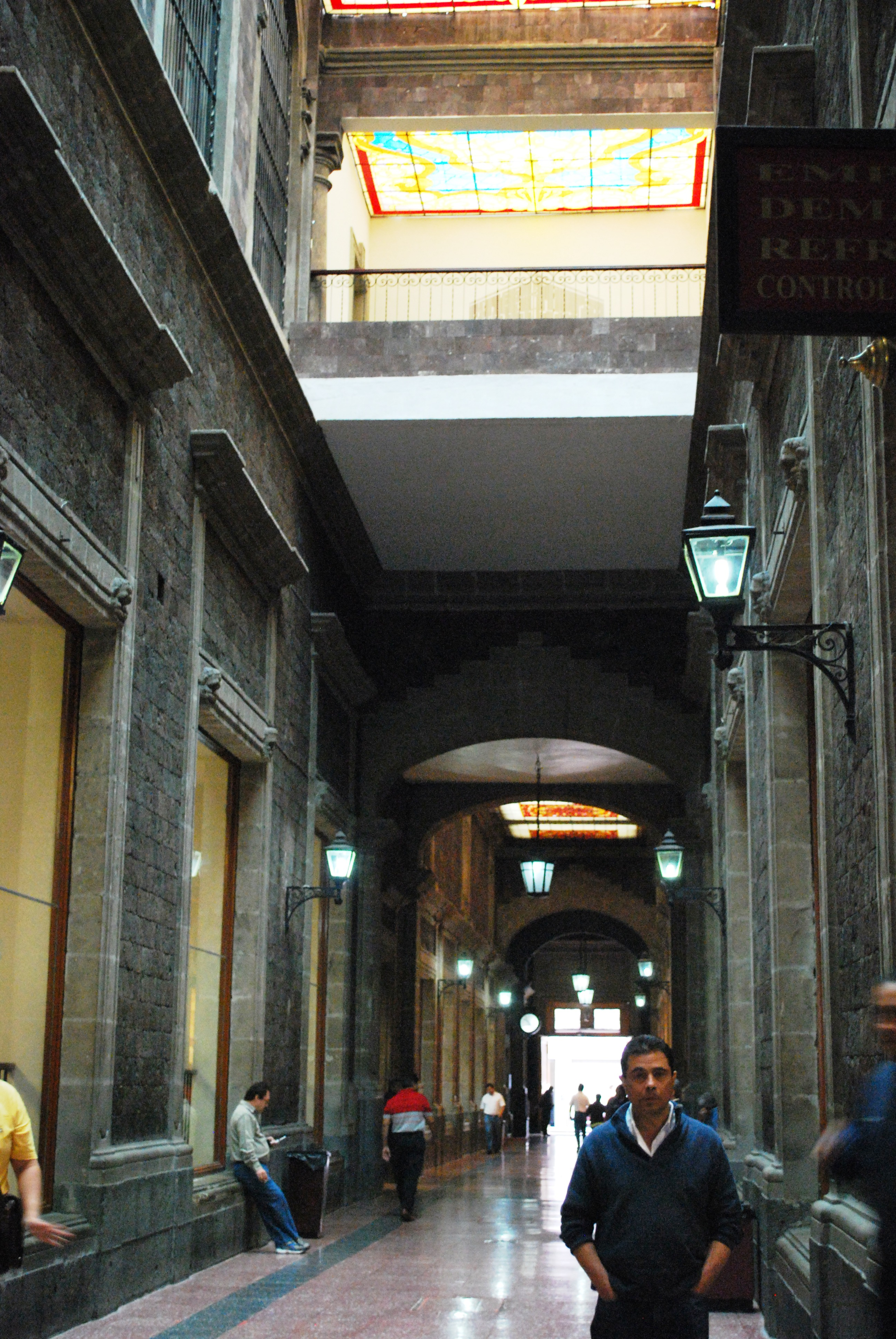
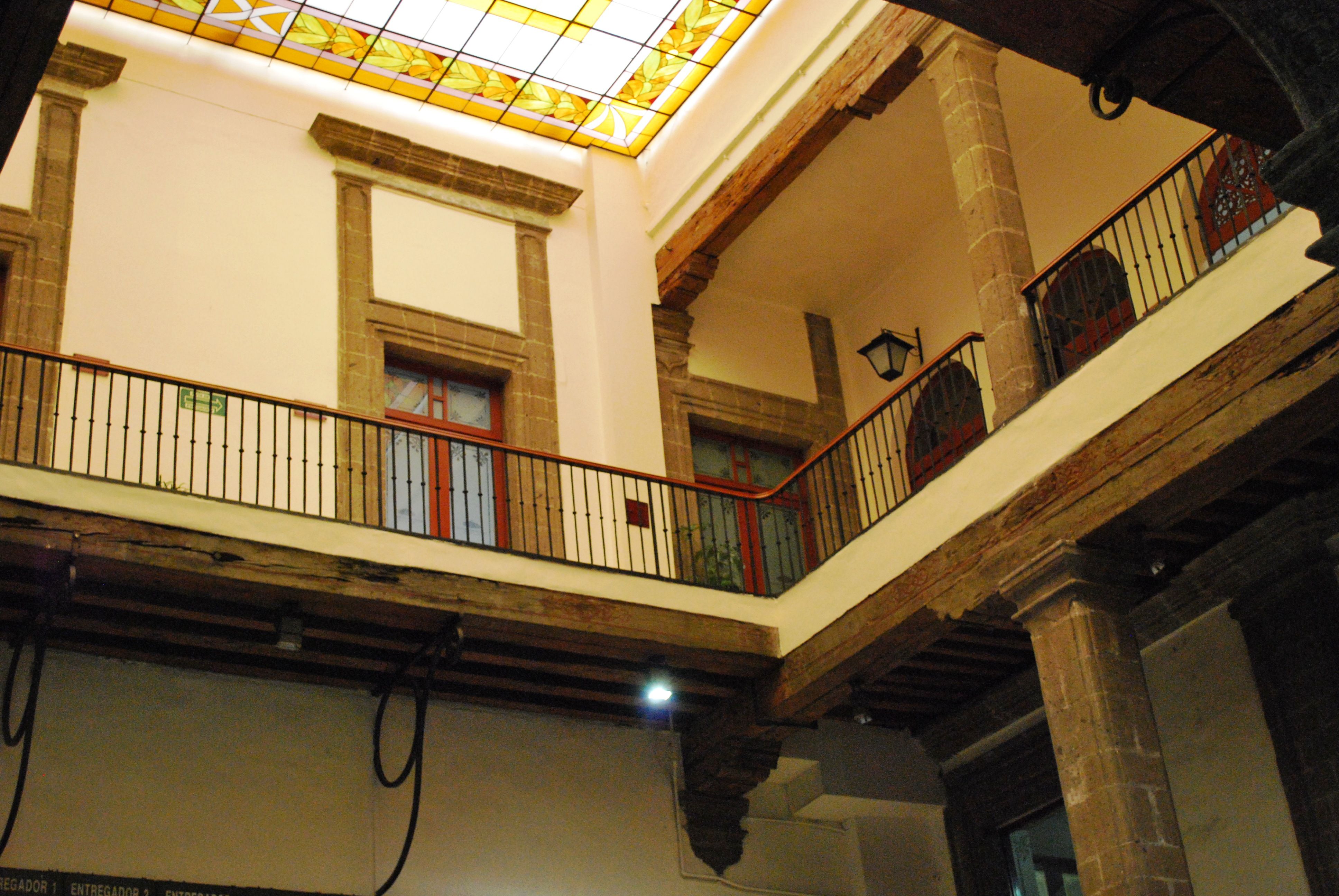